# Naturschutzgebiet Rimberg
Das Naturschutzgebiet Rimberg ist ein 26,67 ha großes Naturschutzgebiet (NSG) südlich von Niedersfeld im Stadtgebiet von Winterberg. Das Gebiet wurde 2008 mit dem Landschaftsplan Winterberg durch den Hochsauerlandkreis als (NSG) ausgewiesen.

## Beschreibung
Das NSG umfasst den dortigen Wald. Im NSG wachsen hauptsächlich Rotbuchen und Rotfichten.

## Schutzzweck
Das Naturschutzgebiet wurde zur Erhaltung und Entwicklung eines Waldes und als Lebensraum gefährdeter Tier- und Pflanzenarten ausgewiesen. Wie bei anderen Naturschutzgebieten in Deutschland wurde in der Schutzausweisung darauf hingewiesen, dass das Gebiet „wegen der landschaftlichen Schönheit und Einzigartigkeit“ zum Naturschutzgebiet wurde.